# Puchar Szkocji w piłce siatkowej mężczyzn (2021/2022)
Puchar Szkocji w piłce siatkowej mężczyzn 2021/2022 (ang. Scottish Men's Volleyball Cup 2021/2022) – 58. sezon rozgrywek o siatkarski Puchar Szkocji zorganizowany przez stowarzyszenie Scottish Volleyball. Zainaugurowany został 6 listopada 2021 roku. Do rozgrywek zgłosiło się 19 drużyn.
Rozgrywki zostały przywrócone po jednym sezonie przerwy spowodowanej pandemią COVID-19. Składały się z 1. rundy, 1/8 finału, ćwierćfinałów, półfinałów i finału.
Finał odbył się 9 kwietnia 2022 roku w Pleasance Sports Complex & Gym w Edynburgu. Po raz piąty Puchar Szkocji zdobył klub City of Edinburgh, który w finale pokonał Edinburgh University.

## System rozgrywek
Rozgrywki o Puchar Szkocji w sezonie 2021/2022 składały się z 1. rundy, 1/8 finału, ćwierćfinałów, półfinałów i finału.
1. runda

Przed 1. rundą odbywało się losowanie. Drużyny podzielone zostały na trzy koszyki. Do pierwszego koszyka trafili uczestnicy Premier League, do drugiego koszyka drużyny z Division One, natomiast do trzeciego koszyka zespoły grające wyłącznie w Pucharze Szkocji.
| Koszyk 1 | Koszyk 2 | Koszyk 3                                                                           |
| --- | --- | ---------------------------------------------------------------------------------- |
| 8 drużyn z Premier League | 8 drużyn z Division One                                                                                           | 3 drużyny grające wyłącznie w Pucharze                                             |
| - City of Edinburgh - City of Glasgow Ragazzi - Dundee - Edinburgh Jets - Edinburgh University - NUVOC - South Ayrshire - Volleyball Aberdeen | - Edinburgh Jets II - Forza Ragazzi - Glasgow Mets - Glasgow Mets II - Lenzie - NUVOC II - NUVOC III - VA Thunder | - Edinburgh University II - University of St Andrews - University of St Andrews II |

W drodze losowania na podstawie przedstawionego w poniższej tabeli schematu powstało pięć grup. Ze względu na nieparzystą liczbę uczestników grupa A składała się z trzech drużyn, pozostałe natomiast z czterech.
| Grupa A                                                                    | Grupa B                                           | Grupa C                                        | Grupa D                                       | Grupa E                                 |
| -------------------------------------------------------------------------- | ------------------------------------------------- | ---------------------------------------------- | --------------------------------------------- | --------------------------------------- |
| drużyna z koszyka 1 (City of Glasgow Ragazzi)                              | drużyna z koszyka 1 (Edinburgh University)        | drużyna z koszyka 1 (NUVOC)                    | drużyna z koszyka 1 (Volleyball Aberdeen)     | drużyna z koszyka 1 (City of Edinburgh) |
| drużyna z koszyka 2 (Lenzie)                                               | drużyna z koszyka 2 (Forza Ragazzi)               | drużyna z koszyka 1 (Dundee)                   | drużyna z koszyka 1 (Edinburgh Jets)          | drużyna z koszyka 1 (South Ayrshire)    |
| drużyna z koszyka 2 (VA Thunder)                                           | drużyna z koszyka 2 (NUVOC III)                   | drużyna z koszyka 2 (Glasgow Mets II)          | drużyna z koszyka 2 (NUVOC II)                | drużyna z koszyka 2 (Edinburgh Jets II) |
| —                                                                          | drużyna z koszyka 3 (University of St Andrews II) | drużyna z koszyka 3 (University of St Andrews) | drużyna z koszyka 3 (Edinburgh University II) | drużyna z koszyka 2 (Glasgow Mets)      |
| Uwaga: W nawiasach znajdują się drużyny wylosowane do poszczególnych grup. |                                                   |                                                |                                               |                                         |

W grupie A drużyny rozgrywały między sobą po jednym meczu. W pozostałych grupach natomiast na podstawie losowania zespoły tworzyły pary półfinałowe. Zwycięzcy półfinałów rozgrywali finał, natomiast przegrani – mecz o 3. miejsce.
Z każdej grupy trzy najlepsze zespoły uzyskały awans do 1/8 finału. Te, które zajęły 4. miejsce w poszczególnych grupach, zostały relegowane do rozgrywek o Tarczę Szkocji.
1/8 finału

Przed 1/8 finału po raz kolejny odbyło się losowanie, na podstawie którego wyłonione zostały pary 1/8 finału. Drużyny ponownie podzielone zostały na trzy koszyki. W pierwszym koszyku znaleźli się zwycięzcy poszczególnych grup, w drugim koszyku – drużyny z drugich miejsc w grupach, natomiast w trzecim koszyku – te z trzecich miejsc. Jeden zespół z pierwszego koszyka uzyskał wolny los i bezpośrednio awansował do ćwierćfinału.
Pary meczowe tworzone były według schematu przedstawionego w poniższej tabeli.
| Para 1                                              | drużyna z koszyka 1 (Edinburgh University)    | wolny los                                      |
| Para 2                                              | drużyna z koszyka 1 (NUVOC)                   | drużyna z koszyka 3 (Glasgow Mets)             |
| Para 3                                              | drużyna z koszyka 1 (Edinburgh Jets)          | drużyna z koszyka 3 (University of St Andrews) |
| Para 4                                              | drużyna z koszyka 1 (City of Edinburgh)       | drużyna z koszyka 3 (NUVOC II)                 |
| Para 5                                              | drużyna z koszyka 1 (City of Glasgow Ragazzi) | drużyna z koszyka 3 (NUVOC III)                |
| Para 6                                              | drużyna z koszyka 2 (Volleyball Aberdeen)     | drużyna z koszyka 3 (VA Thunder)               |
| Para 7                                              | drużyna z koszyka 2 (South Ayrshire)          | drużyna z koszyka 2 (Lenzie)                   |
| Para 8                                              | drużyna z koszyka 2 (Forza Ragazzi)           | drużyna z koszyka 2 (Dundee)                   |
| Uwaga: W nawiasach znajdują się wylosowane drużyny. |                                               |                                                |

W ramach pary drużyny rozgrywały jeden mecz decydujący o awansie. Przegrani w parach zostali relegowani do rozgrywek o Tarczę Szkocji.
Ćwierćfinały

Pary ćwierćfinałowe powstały według poniższego schematu:
- para 1: zwycięzca w parze 1 1/8 finału – zwycięzca w parze 8 1/8 finału;
- para 2: zwycięzca w parze 2 1/8 finału – zwycięzca w parze 7 1/8 finału;
- para 3: zwycięzca w parze 3 1/8 finału – zwycięzca w parze 6 1/8 finału;
- para 4: zwycięzca w parze 4 1/8 finału – zwycięzca w parze 5 1/8 finału.

W ramach pary drużyny rozgrywały jedno spotkanie decydujące o awansie.
Półfinały

Przed półfinałami odbyło się losowanie wyłaniające pary meczowe. W ramach pary drużyny rozgrywały jedno spotkanie na neutralnym terenie decydujące o awansie.
Finał

W finale zwycięzcy par półfinałowych rozgrywali jedno spotkanie na neutralnym terenie decydujące o zdobyciu Pucharu Szkocji.

## Rozgrywki

### 1. runda

#### Grupa A
Tabela
| Lp. | Drużyna                 | Pkt | Mecze | Mecze   | Mecze   | Sety | Sety | Sety  | Małe punkty | Małe punkty | Małe punkty |
| Lp. | Drużyna                 | Pkt | M     | W (2:1) | P (1:2) | wyg. | prz. | ratio | zdob.       | str.        | ratio       |
| --- | ----------------------- | --- | ----- | ------- | ------- | ---- | ---- | ----- | ----------- | ----------- | ----------- |
| 1   | City of Glasgow Ragazzi | 6   | 2     | 2 (0)   | 0 (0)   | 4    | 0    | MAX   | 100         | 48          | 2.083       |
| 2   | Lenzie                  | 3   | 2     | 1 (0)   | 1 (0)   | 2    | 2    | 1.000 | 72          | 84          | 0.857       |
| 3   | VA Thunder              | 0   | 2     | 0 (0)   | 2 (0)   | 0    | 4    | 0.000 | 60          | 100         | 0.600       |

Źródło: Scottish Volleyball (ang.)
Punktacja: 2:0 – 3 pkt, 2:1 – 2 pkt, 1:2 – 1 pkt, 0:2 – 0 pkt
Zasady ustalania kolejności: 1. liczba punktów; 2. liczba zwycięstw; 3. stosunek setów; 4. stosunek małych punktów; 5. bilans w bezpośrednich meczach
Wyniki spotkań
| 06.11.2021 10:15 (UTC±0) | Lenzie | 0:2 (11:25, 11:25) | City of Glasgow Ragazzi | Wishaw Sports Centre, Wishaw |

| 06.11.2021 11:45 (UTC±0) | VA Thunder | 0:2 (12:25, 22:25) | Lenzie | Wishaw Sports Centre, Wishaw |

| 06.11.2021 13:15 (UTC±0) | City of Glasgow Ragazzi | 2:0 (25:14, 25:12) | VA Thunder | Wishaw Sports Centre, Wishaw |

#### Grupa B
Półfinały
| 06.11.2021 16:00 (UTC±0) | Forza Ragazzi | 2:0 (25:12, 28:26) | NUVOC III | University of St Andrews Sports Centre, St Andrews |

| 06.11.2021 17:00 (UTC±0) | Edinburgh University | 2:0 (25:11, 25:8) | University of St Andrews II | University of St Andrews Sports Centre, St Andrews |

Mecz o 3. miejsce
| 06.11.2021 19:10 (UTC±0) | NUVOC III | 2:0 (25:15, 25:21) | University of St Andrews II | University of St Andrews Sports Centre, St Andrews |

Finał
| 06.11.2021 20:10 (UTC±0) | Forza Ragazzi | 0:2 (13:25, 18:25) | Edinburgh University | University of St Andrews Sports Centre, St Andrews |

#### Grupa C
Półfinały
| 06.11.2021 12:00 (UTC±0) | NUVOC | 2:0 (25:21, 25:16) | University of St Andrews | Drummond Community High School, Edynburg |

| 06.11.2021 13:10 (UTC±0) | Glasgow Mets II | 0:2 (12:25, 13:25) | Dundee | Drummond Community High School, Edynburg |

Mecz o 3. miejsce
| 06.11.2021 15:00 (UTC±0) | University of St Andrews | 2:1 | Glasgow Mets II | Drummond Community High School, Edynburg |

Finał
| 06.11.2021 17:10 (UTC±0) | NUVOC | 2:1 (21:25, 25:17, 15:11) | Dundee | Drummond Community High School, Edynburg |

#### Grupa D
Półfinały
| 06.11.2021 14:10 (UTC±0) | Volleyball Aberdeen | 2:0 (25:9, 25:16) | Edinburgh University II | Forrester High School, Edynburg |

| 06.11.2021 16:10 (UTC±0) | Edinburgh Jets | 2:0 (25:10, 25:22) | NUVOC II | Forrester High School, Edynburg |

Mecz o 3. miejsce
| 06.11.2021 18:00 (UTC±0) | Edinburgh University II | 0:2 (23:25, 20:25) | NUVOC II | Forrester High School, Edynburg |

Finał
| 06.11.2021 19:30 (UTC±0) | Volleyball Aberdeen | 1:2 (20:25, 25:17, 13:15) | Edinburgh Jets | Forrester High School, Edynburg |

#### Grupa E
Półfinały
| 06.11.2021 10:00 (UTC±0) | South Ayrshire | 2:0 (25:15, 25:8) | Edinburgh Jets II | Prestwick Academy, Prestwick |

| 06.11.2021 11:30 (UTC±0) | City of Edinburgh | 2:0 (25:12, 25:14) | Glasgow Mets | Prestwick Academy, Prestwick |

Mecz o 3. miejsce
| 06.11.2021 12:45 (UTC±0) | Edinburgh Jets II | 0:2 (16:25, 11:25) | Glasgow Mets | Prestwick Academy, Prestwick |

Finał
| 06.11.2021 14:00 (UTC±0) | City of Edinburgh | 2:0 (25:8, 25:17) | South Ayrshire | Prestwick Academy, Prestwick |

### 1/8 finału
|  | Edinburgh University | wolny los |  |  |

| 11.12.2021 15:00 (UTC±0) | NUVOC | 3:0 (25:19, 25:13, 25:20) | Glasgow Mets | Edinburgh College – Granton Campus, Edynburg |

| 11.12.2021 (UTC±0) | Edinburgh Jets | 3:0 (25:14, 25:16, 25:10) | University of St Andrews |  |

| 11.12.2021 10:00 (UTC±0) | City of Edinburgh | 3:0 (25:8, 25:9, 25:13) | NUVOC II | Queensferry High School, South Queensferry |

| 11.12.2021 12:00 (UTC±0) | City of Glasgow Ragazzi | 3:0 (25:9, 25:10, 25:7) | NUVOC III | Coatbridge High School, Coatbridge |

| 11.12.2021 (UTC±0) | Volleyball Aberdeen | 3:1 (25:15, 25:23, 29:31, 25:14) | VA Thunder |  |

| 11.12.2021 (UTC±0) | South Ayrshire | 3:1 (25:16, 25:15, 20:25, 25:20) | Lenzie |  |

| 11.12.2021 (UTC±0) | Forza Ragazzi | 0:3 (22:25, 18:25, 12:25) | Dundee |  |

### Ćwierćfinały
| 19.02.2022 19:00 (UTC±0) | Edinburgh University | 3:1 ( ) | Dundee | Pleasance Sports Complex & Gym, Edynburg |

| 19.02.2022 13:15 (UTC±0) | NUVOC | 3:0 (27:25, 25:19, 25:22) | South Ayrshire | Edinburgh College – Granton Campus, Edynburg |

| 19.02.2022 11:00 (UTC±0) | Edinburgh Jets | 3:2 ( ) | Volleyball Aberdeen | Edinburgh College – Granton Campus, Edynburg |

| 19.02.2022 10:00 (UTC±0) | City of Edinburgh | 3:0 (25:11, 25:20, 26:24) | City of Glasgow Ragazzi | Queensferry High School, South Queensferry |

### Półfinały
| 12.03.2022 10:00 (UTC±0) | NUVOC | 0:3 (15:25, 20:25, 21:25) | City of Edinburgh | Edinburgh College – Granton Campus, Edynburg |

| 12.03.2022 12:00 (UTC±0) | Edinburgh Jets | 2:3 ( ) | Edinburgh University | Edinburgh College – Granton Campus, Edynburg |

### Finał
| 09.04.2022 18:00 (UTC±0) | City of Edinburgh | 3:0 (26:24, 26:24, 25:21) | Edinburgh University | Pleasance Sports Complex & Gym, Edynburg |